# Pinson (Alabama)
Pinson es una ciudad ubicada en el condado de Jefferson en el estado estadounidense de Alabama. En el año 2000 tenía una población de 5033 habitantes y una densidad poblacional de 276,5 personas por km².

## Demografía
En el 2000 la renta per cápita promedia del hogar era de $39 583, y el ingreso promedio para una familia era de $48 707. El ingreso per cápita para la localidad era de $17 704. Los hombres tenían un ingreso per cápita de $33 843 contra $25 112 para las mujeres.

## Geografía
Pinson se encuentra ubicada en las coordenadas 33°41′11″N 86°40′55″O / 33.68639, -86.68194. Según la Oficina del Censo, la localidad tiene un área total de 18,2 km² (7 mi²), de la cual 18,1 km² (7 mi²) es tierra y 0,1 km² (0 mi²) (0.0 %) es agua.